# Чуднов Василь Михайлович
Чуднов Василь Михайлович (нар. 14 січня 1958) — український політичний діяч, голова Обласної організації політичної партії «Опозиційний Блок» в Івано-Франківській області (з 2014 року), член політради Політичної партії «Опозиційний блок» колишній голова Івано-Франківської обласної державної адміністрації (з 8 листопада 2013 по 2 березня 2014), колишній член Партії регіонів (очільник її обласної організації на Прикарпатті з 2008 по 2014 роки).

## Біографія
Народився 14 січня 1958 року в селі Космач Косівського району Івано-Франківської області.
Працював на кількох турбазах Івано-Франківської області, у колгоспі; з 1985 по 2001 рік був майстром, директором Космацького механічного заводу.
1990—1998 — депутат Косівської районної ради.
У 1993 році закінчив Кам'янець-Подільський сільськогосподарський інститут.
2001–2005 — президент лісопромислової корпорації «Галичина — ліс».
2006—2007 — керував ТзОВ «Галичинабуд»; 2008—2010 — заступник директора цього підприємства.
З березня 2010 по жовтень 2012 року — народний депутат України.
8 листопада 2013 року призначений головою Івано-Франківської обласної державної адміністрації.
22 лютого 2014 року на фоні масових протестів Василь Чуднов написав заяву про відставку 2 березня 2014 року в.о. Президента України Олександр Турчинов підписав Указ про звільнення В. М. Чуднова із займаної посади.

## Державні нагороди
- Орден «За заслуги» III ст. (3 вересня 2004) — за вагомий особистий внесок у реформування національної економіки, розвиток підприємництва та ринкової інфраструктури України, високий професіоналізм[6]